# Tha Playah
Jim Hermsen (Nijmegen, 23. lipnja 1982.), nizozemski je hardcore techno DJ.
Jim je pod ugovorom s Rotterdam Recordsom i Neophyte Recordsom gdje i snima svoje pjesme. Poznat je po tome što često u produciranju pjesama koristi uzorke i glasove iz hip hop radova, a jedno od takvih primjera su pjesme "Tha Bounce" i "Fuck Tha Fame". Njegove pjesme imaju često privlačne melodije i popularna je u hardcore zabavama.

## Diskografija
- 2002.: Hit 'Em
- 2003.: Weird Shit
- 2004.: Fuck Tha Fame (Fragment 1)
- 2004.: Fuck Tha Fame (Fragment 2)
- 2005.: Clit.Com (Remixes)
- 2006.: Enter The Time Machine
- 2006.: Fucking Weird Titties and Clits
- 2006.: The Greatest Clits
- 2006.: The Rule Of Cool
- 2007.: I Call Tha Shots
- 2008.: Cold As Me
- 2008.: Still Nr. 1
- 2008.: The Ultimate Project
- 2009.: I'm In A Nightmare
- 2009.: Walking the Line
- 2009.: My Misery
- 2010.: The Collaborations

## Vanjske poveznice
- Discogs diskografija
- Tha Playah na Partyflocku  Arhivirana inačica izvorne stranice od 11. travnja 2007. (Wayback Machine)
- Tha Playah na Neophyte Recordsu  Arhivirana inačica izvorne stranice od 2. listopada 2009. (Wayback Machine)